# Persica
Les Persica (en grec ancien : Περσικά / Persiká) sont un ouvrage écrit par le médecin grec Ctésias entre 400 et 390 av. J.-C.
Elles traitent de l'histoire et de la géographie de l'Asie (Proche-Orient actuel), décrivent les mœurs des Perses et la politique des Achéménides.
Les Persica comprenaient vingt-trois livres, relatant l'histoire de l'Assyrie et de la Perse depuis le roi Ninos, fondateur de l’empire assyrien, jusqu’à Artaxerxès.

## Éditions
- Consulter la liste des éditions de cette œuvre